# St. Gertrud (Hamburg-Altenwerder)

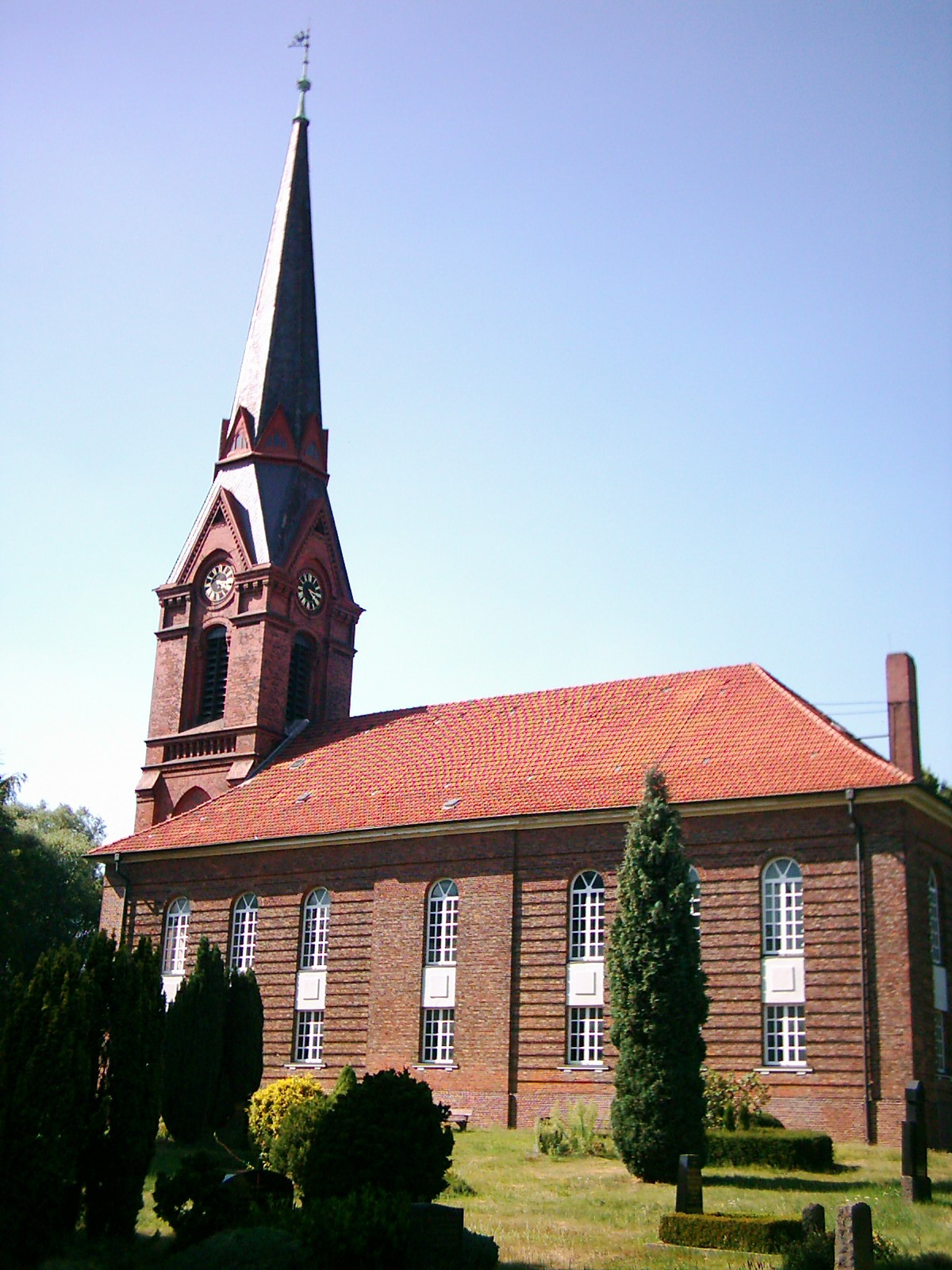
Ansicht von Süden, 2006

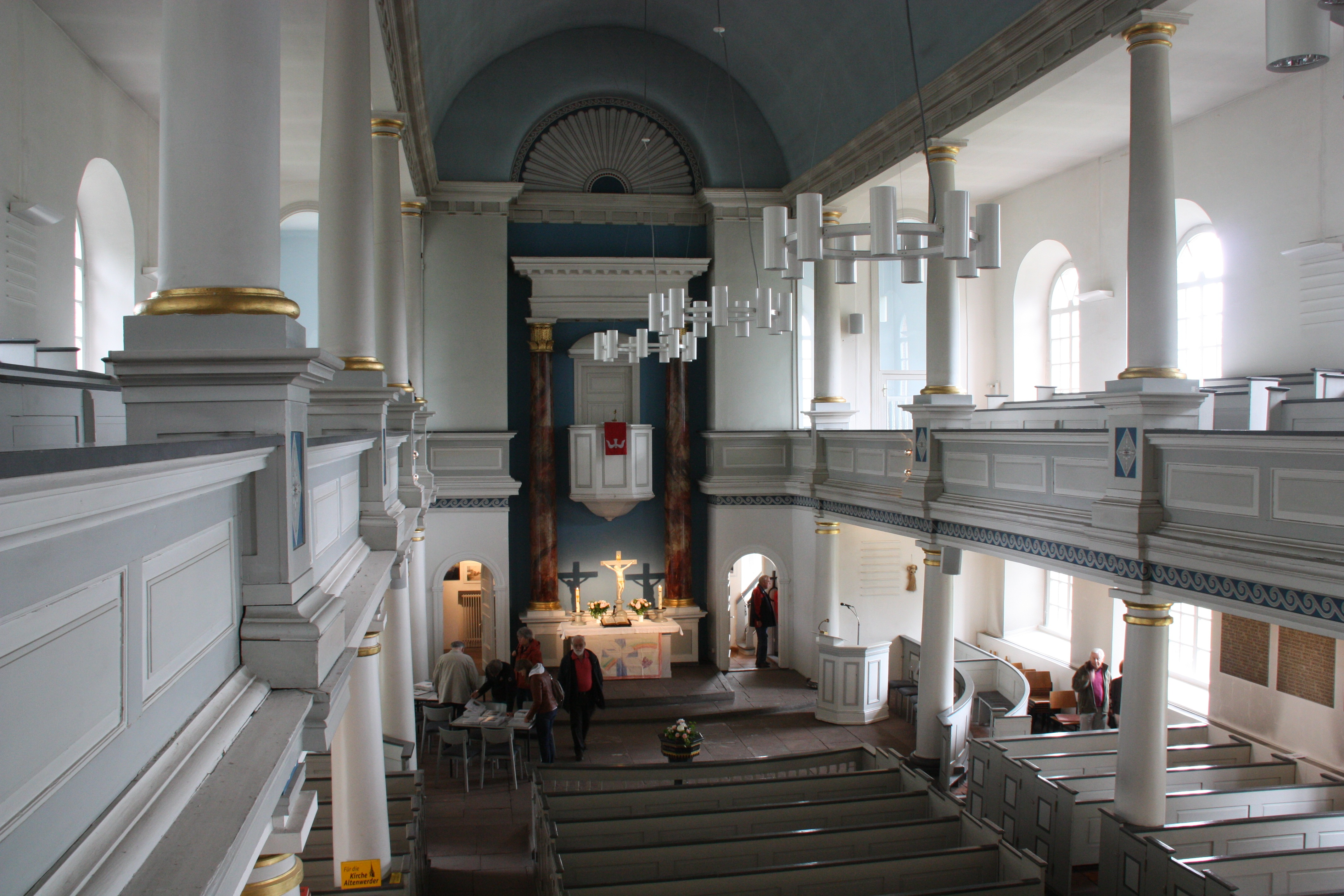
Altar und Innenraum von der Empore aus gesehen

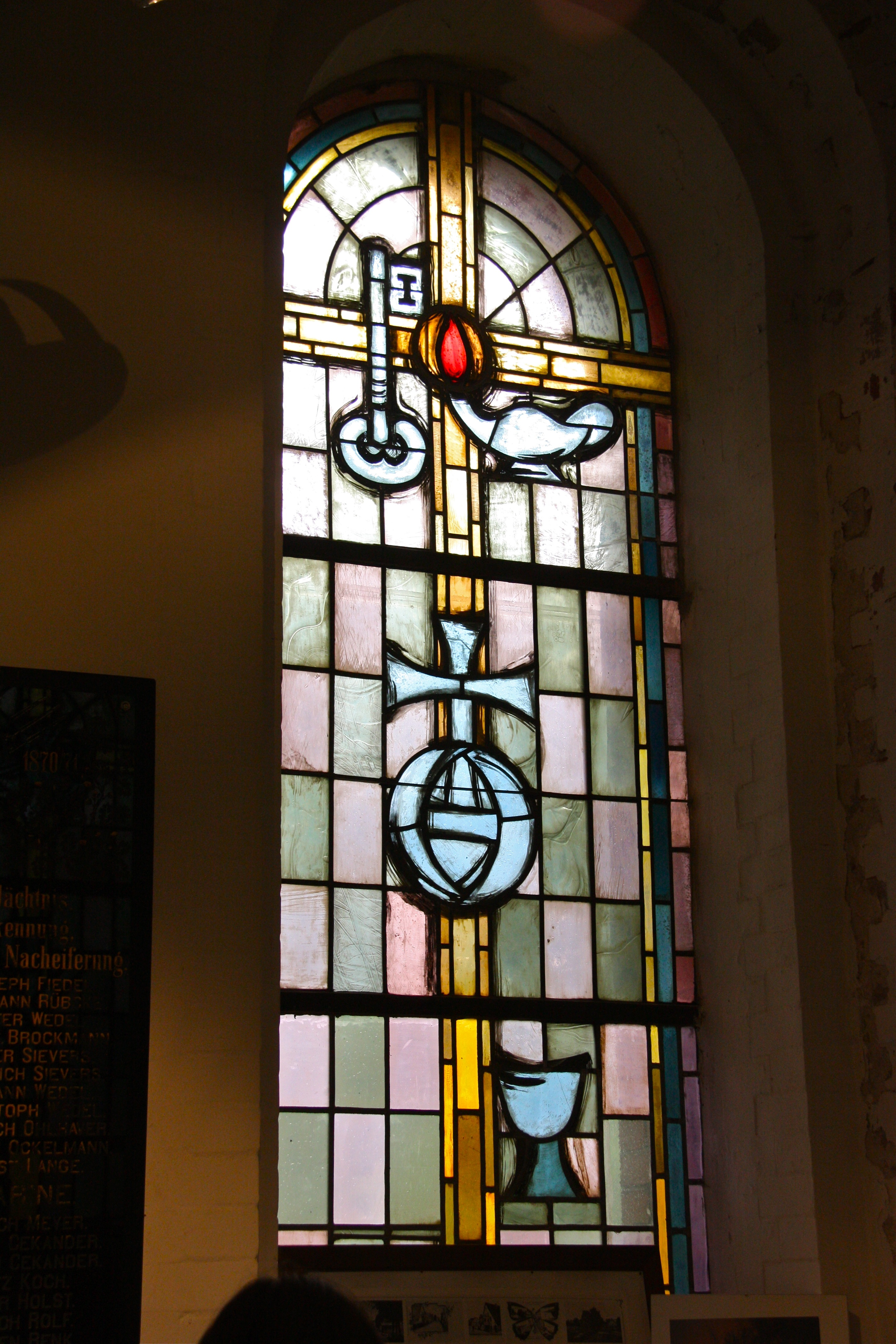
Buntglasfenster neben dem alten Haupteingang

Die evangelisch-lutherische Kirche St. Gertrud in Hamburg-Altenwerder ist zusammen mit dem nicht mehr genutzten Friedhof der letzte Rest des ehemaligen Fischerdorfes, das heute vollständig durch das Containerterminal Altenwerder (CTA) und ein angrenzendes Gewerbegebiet ersetzt ist. Der Grünstreifen mit Kirche und Friedhof liegt nun innerhalb dieses Gewerbegebietes.

## Geschichte und Bau der Kirche
Das Dorf Altenwerder hatte nachweislich schon um das Jahr 1436 eine eigene Kirche. Ein Kirchenneubau erfolgte 1659, der wiederum 1769 durch den unmittelbaren Vorgängerbau der noch erhaltenen Kirche ersetzt wurde.
Die heutige Kirche wurde 1830 bis 1831 als klassizistischer Emporensaal mit hohen Rundbogenfenstern errichtet. Den von den Architekten Ohnsorg und Facklam entworfenen neugotischen Turm baute man im Jahre 1895 mit 62 Metern Höhe so hoch, dass er auch vom damaligen Gemeindeteil Neuhof (heute ein Teil von Wilhelmsburg) auf der anderen Seite des Köhlbrands gesehen werden konnte. Zeitgleich mit dem Turm erhielt die Kirche eine heute noch funktionsfähige mechanische Kirchturmuhr.
Während des Zweiten Weltkriegs wurde die Kirche aufgrund der Nähe zu den Hafenanlagen noch im Jahre 1945 durch einen Bombenabwurf beschädigt. Sie konnte nach Reparaturen bereits 1948 als eine der ersten Kirchen südlich der Elbe wieder eingeweiht werden. Die Sturmflut von 1962 überstand sie weitgehend unbeschädigt, ein Schwelbrand im Jahre 1964 zerstörte die damalige Orgel.
Das Hamburger Hafenerweiterungsgesetz von 1961 hat das Schicksal des Dorfes und der Kirche erheblich beeinflusst. Von 1973 bis 1978 wurden ein Großteil der Häuser und Grundstücke, darunter auch die Kirche, von der Stadt aufgekauft. Viele Jahre lag dann das Gebiet des ehemaligen Dorfes brach, bis das Gelände aufgespült und der neue Containerterminal Altenwerder errichtet wurde.
Die Kirche steht heute unter Denkmalschutz.
Im Januar 2018 haben die Kirchengemeinde Hausbruch-Neuwiedenthal-Altenwerder und die Hafenverwaltung HPA, der das Gotteshaus gehört, einen Mietvertrag über fünf Jahre geschlossen und sich über die laufenden Kosten geeinigt.

## Ausstattung
Der hohe Innenraum wird von einem hölzernen Tonnengewölbe überspannt und durch die von toskanischen Säulen getragenen Emporen stark gegliedert. Auf der westlichen Empore befindet sich die Orgel, die südliche und nördliche Empore sind mit Sitzbänken versehen.
Auf der östlichen Seite des Kirchenschiffs nimmt ein von zwei Säulen flankierter Kanzelaltar mit einem geschnitzten Altarkruzifix die ganze Höhe des Raumes ein. Das beherrschende Element ist hier die Kanzel auf halber Höhe, der restliche Altar ist sparsam geschmückt. Zwischen Altar und den ersten Bankreihen befindet sich ein Taufbecken. An den Wänden hängen acht Gedenktafeln für die in den beiden Weltkriegen gefallenen Mitglieder der Gemeinde.
Die Kirche kann man heute durch den Eingang auf der Nordseite betreten, der ehemalige Haupteingang auf der Westseite unter dem Turm wird nicht mehr genutzt. In diesem Bereich und in der ehemaligen Sakristei wird dauerhaft eine Fotoausstellung mit Bildern zur Geschichte des Dorfes Altenwerder gezeigt.
Nach der Zerstörung der Orgel durch den Brand im Jahre 1964 wurde 1969 die „neue“ Beckerath-Orgel eingeweiht. Seit 1971 begleitet sie die jährlich stattfindenden Baumblütenkonzerte. Die ökumenischen Seemannsmissionen und -kirchen in Hamburg feiern dort Seefahrergottesdienste.

## Sanierung
Im Mai 2025 wurde das Dach der Kirche neu gedeckt und der Innenraum soll eine neue Heizungsanlage bekommen. Die Arbeiten sollen im Sommer 2025 abgeschlossen sein.

## Friedhof
Der Friedhof lässt sich in seinen Anfängen bis in die Zeit um 1600 zurückverfolgen, die ältesten heute noch vorhandenen Gräber stammen jedoch aus dem 19. Jahrhundert. Viele der Grabinschriften zeigen den früheren Charakter als Bauern- und Fischerdorf. Das beeindruckendste Grabmal steht auf der Nordseite der Kirche und zeigt eine aufgerichtete Engelsplastik auf einem steinernen Sockel.
Der Friedhof wird heute nicht mehr genutzt.

## Fotografien und Karte
Koordinaten: 53° 30′ 22,1″ N, 9° 55′ 3,5″ O

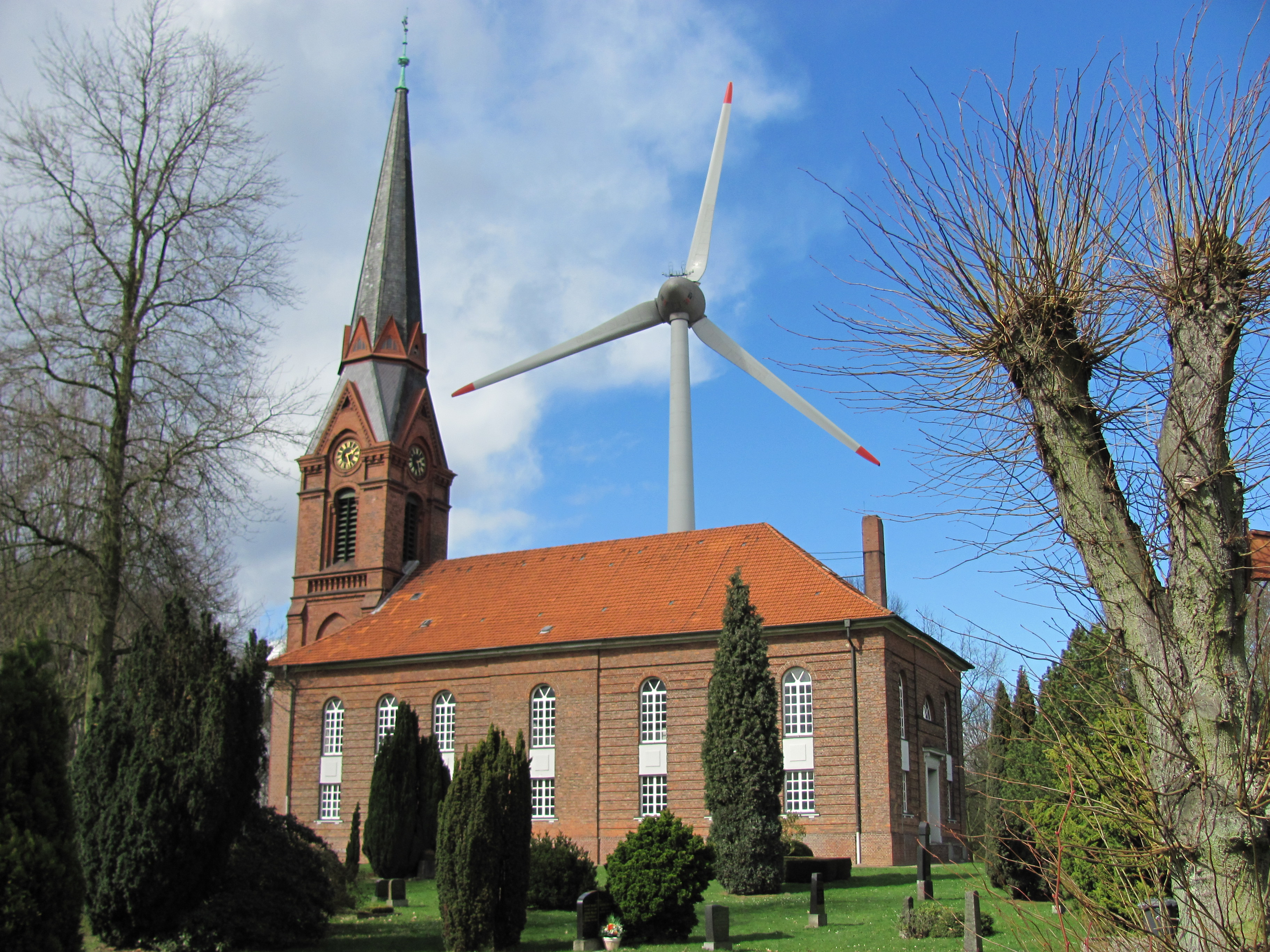
Ansicht 2012 mit Windrad im Hintergrund
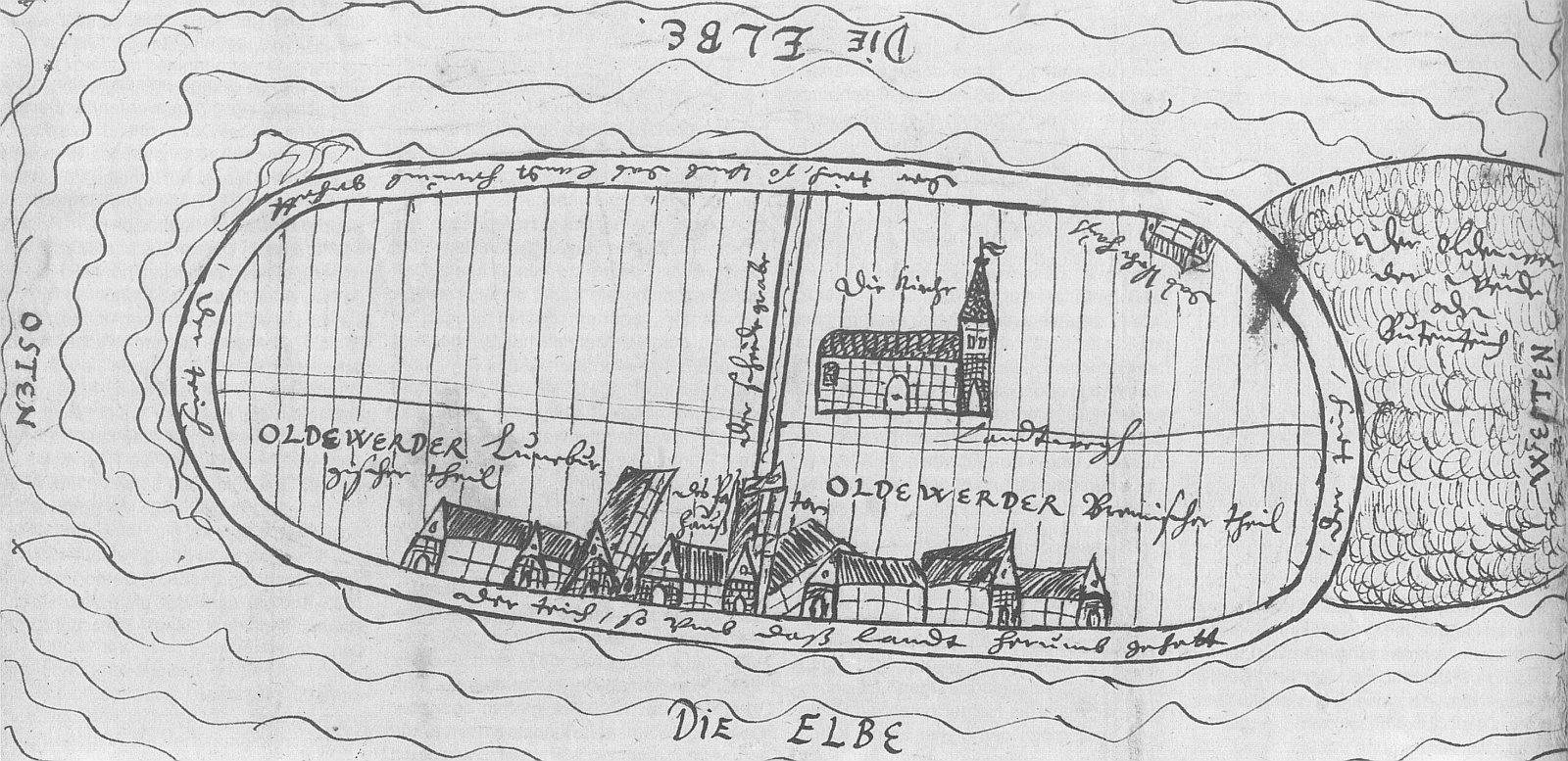
Kirche auf einer Karte von 1615
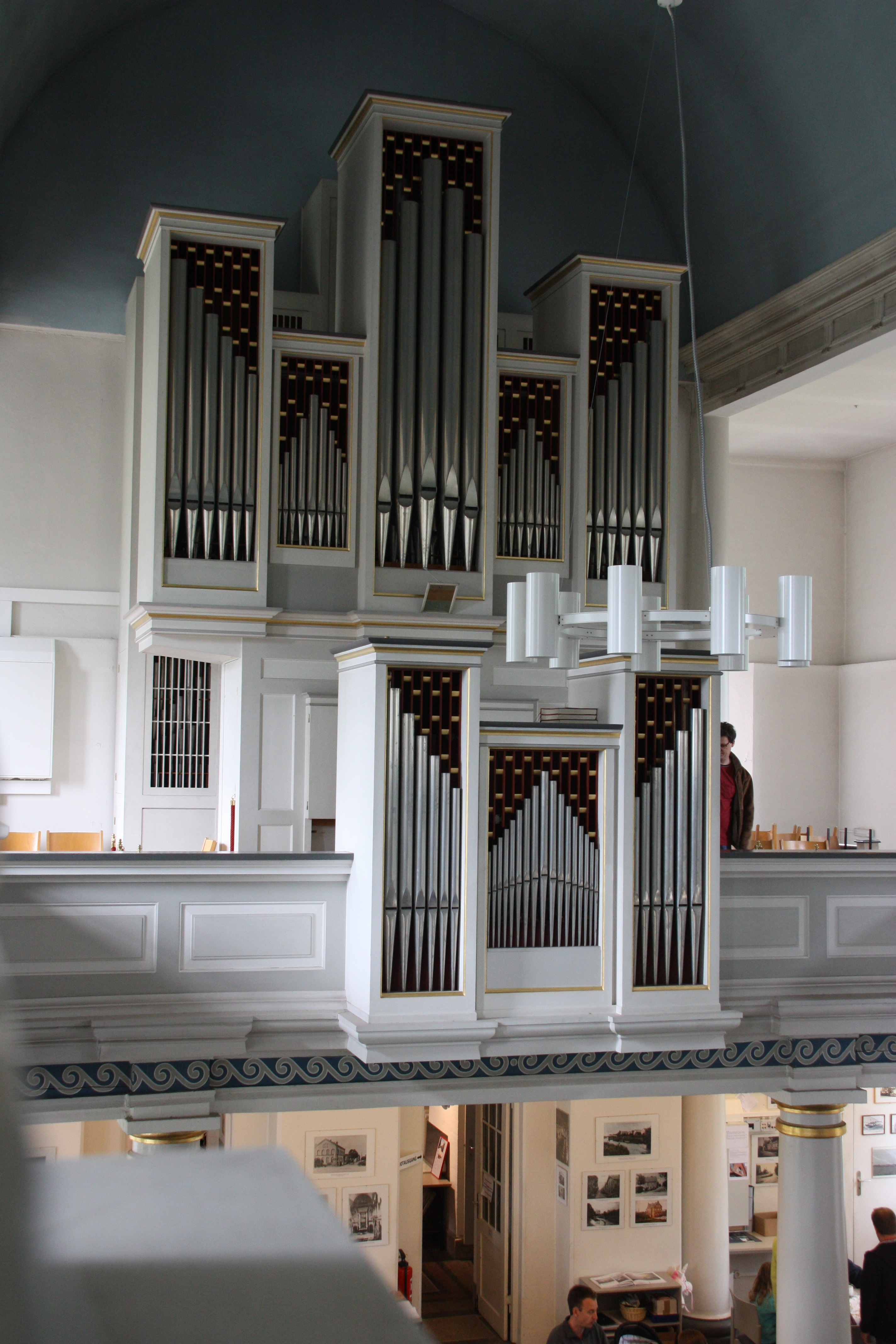
Orgelprospekt
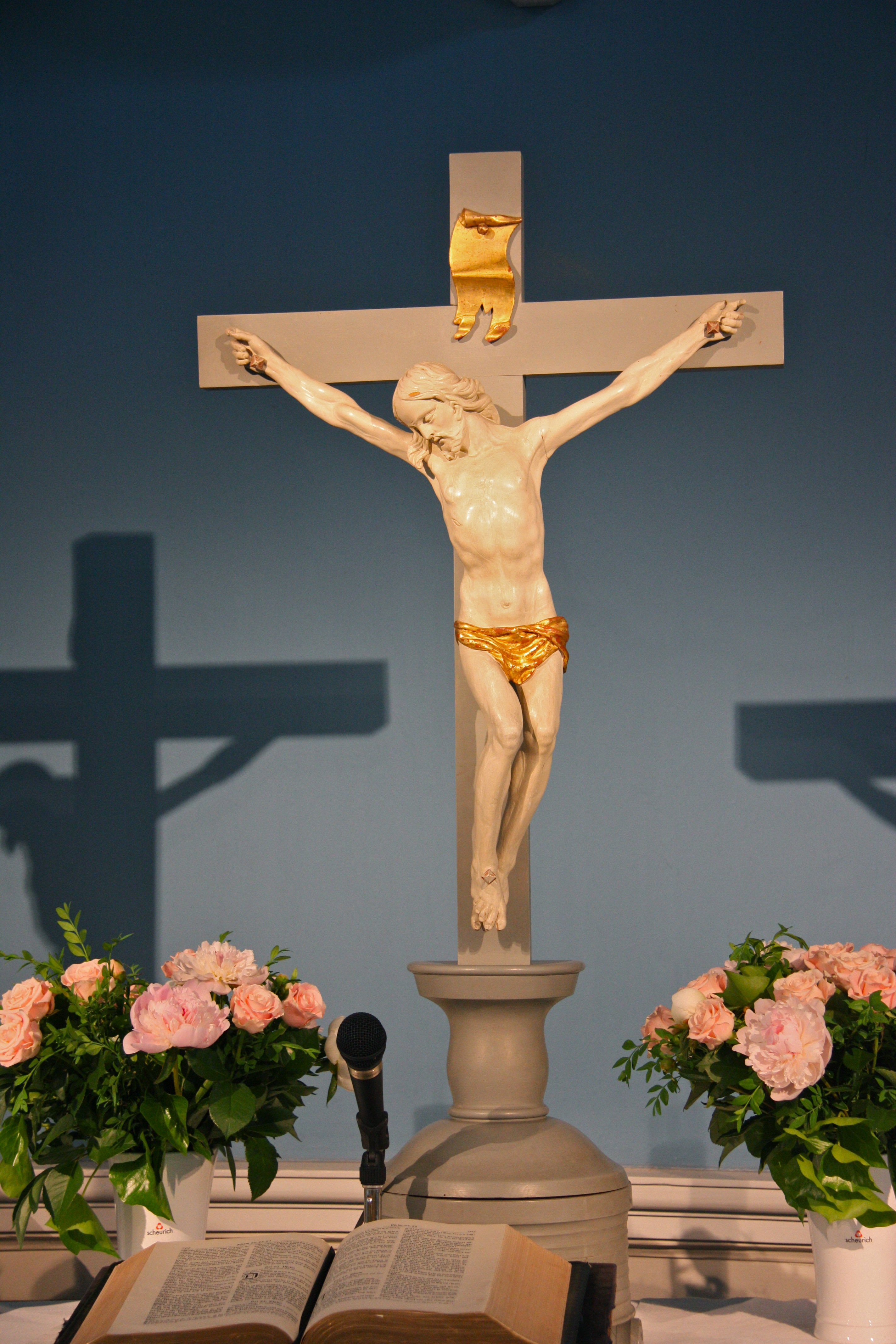
Altarkruzifix
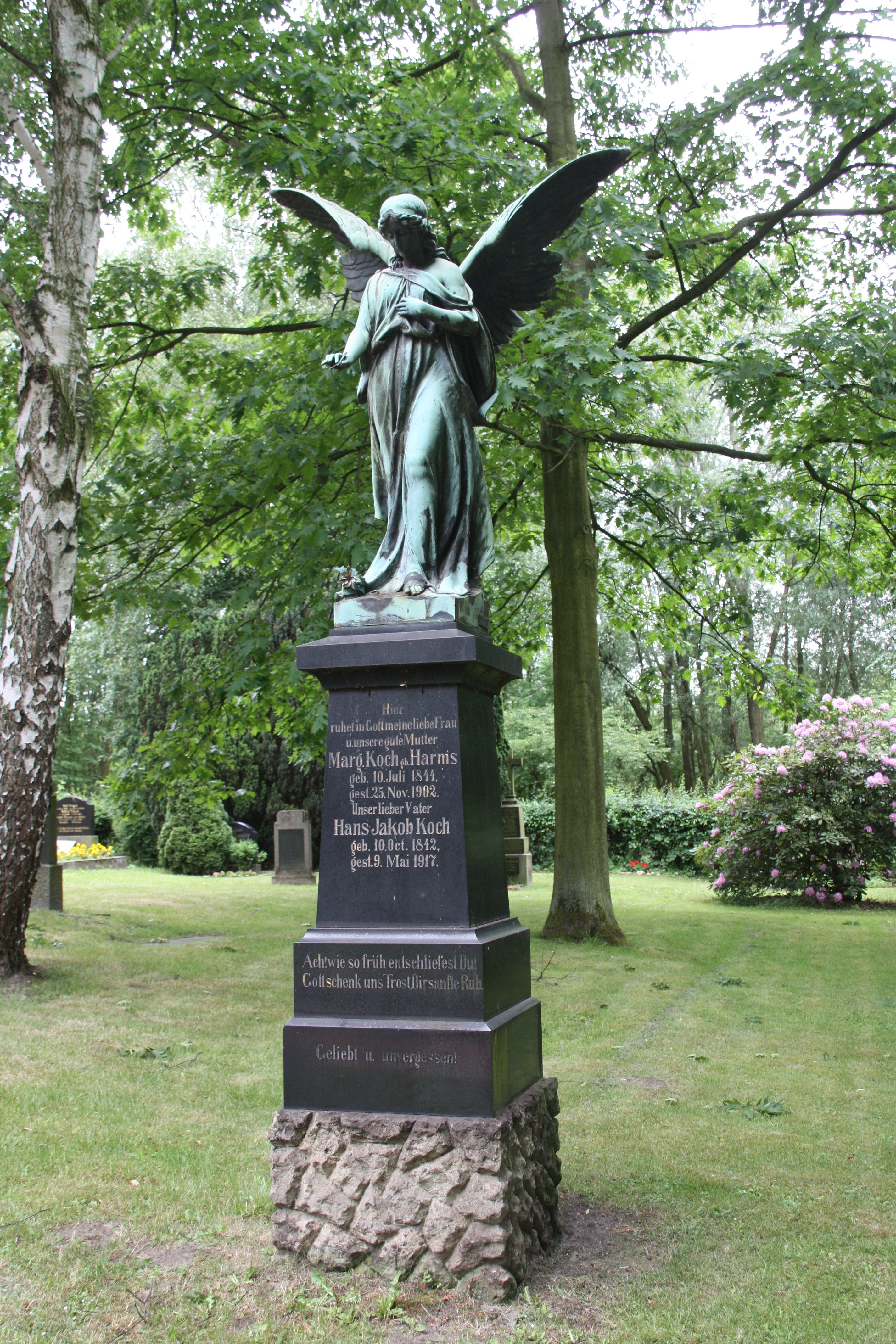
Grabmal mit Engelsfigur
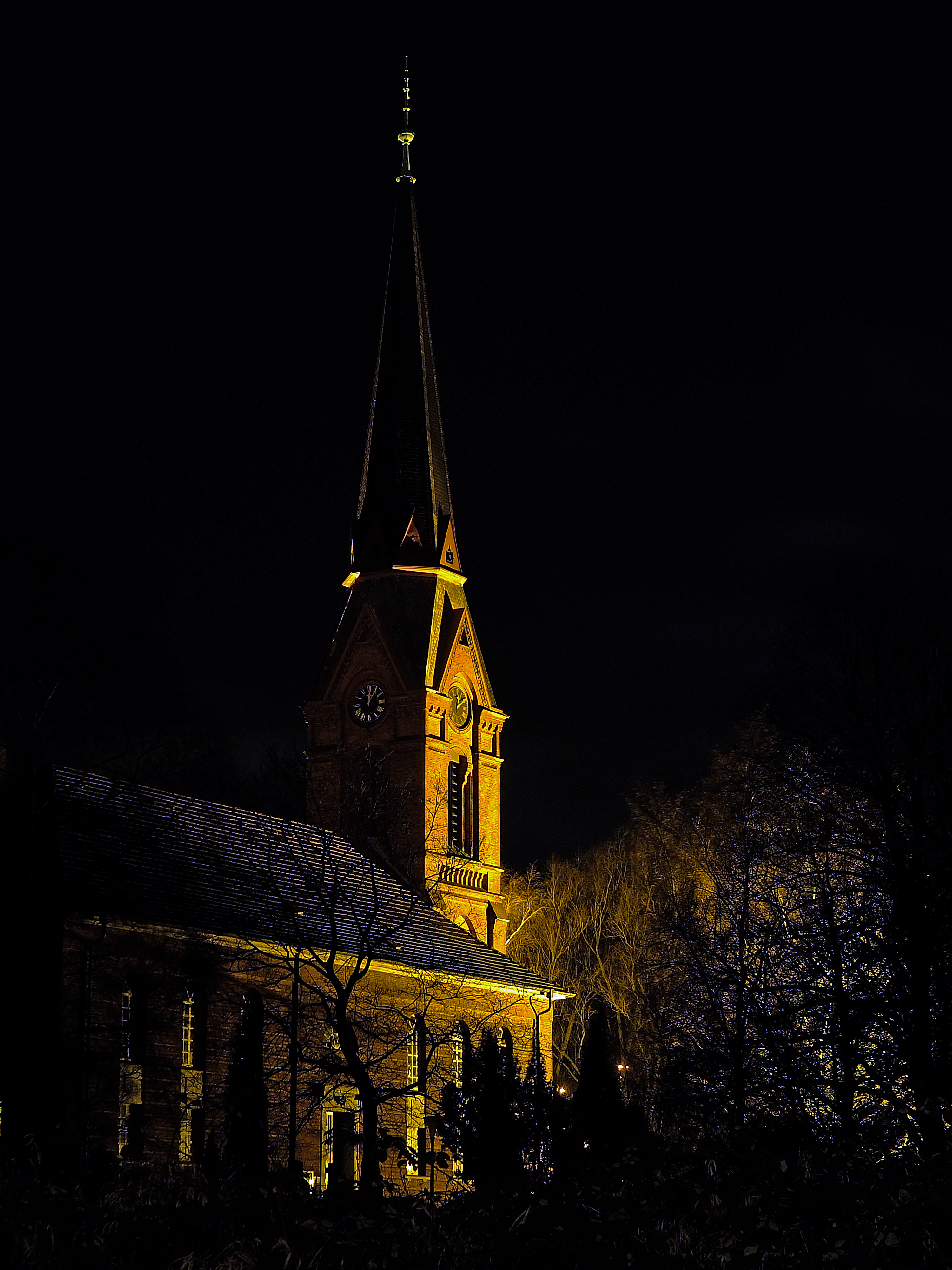
Beleuchtete Kirche aus Nordost